# Huanuni (plaats)
Huanuni is een stad in het departement Oruro, Bolivia. Het is de hoofdplaats van de gemeente Huanuni, gelegen in de provincie Pantaléon Dalence.
Bij de census van 2012 was ze naar aantal inwoners de 32ste stad van Bolivia.

## Bevolking
| Jaar | Populatie |
| ---- | --------- |
| 1976 | 17.292    |
| 1992 | 14.083    |
| 2001 | 15.106    |
| 2012 | 20.336    |